# Pabianice
Die Kreisstadt Pabianice [pabʲa'ɲiʦɛ] (deutsch Pabianitz, 1939–1940 Burgstadt) hat etwa 70.000 Einwohner und liegt in der Mitte Polens, 17 Kilometer südwestlich von Łódź, der viertgrößten Stadt Polens. Die Stadt wird geprägt von Werkzeug-, Chemie- und Lebensmittelindustrie.
Touristisch ist die Stadt kaum interessant. Zwar gibt es Naherholungsgebiete, die Rad- und Wanderwege sind aber schlecht ausgebaut und die Industrie sorgt für erhebliche Umweltprobleme.

## Geschichte

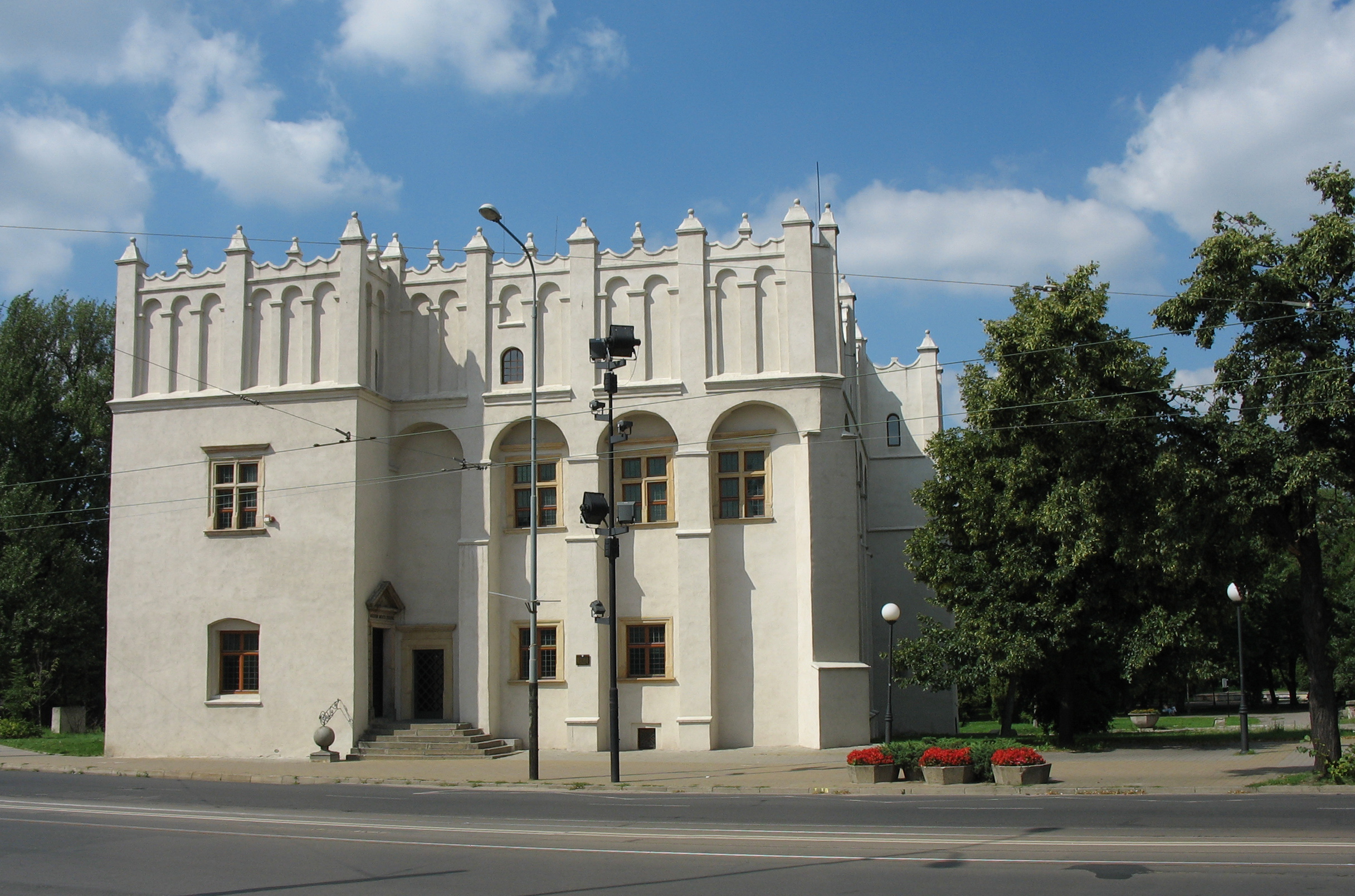
Das Schloss der Krakauer Bischöfe, 1793 und 1807 Sitz der preußischen Verwaltung, seit 1833 Rathaus

### Ursprünge
Der Name der Stadt hat seinen Ursprung vermutlich im ausgehenden 10. Jahrhundert in einer kleinen Siedlung im Feuchtgebiet des Nebenflusses Dobrzynka, deren Gründer wahrscheinlich ein gewisser Fabian (Pabian) war. Der Historiker Maksymilian Baruch (1861–1933) vertrat hingegen auf der Grundlage einer lokalen Legende die Ansicht, dass sich der ursprüngliche Name Pobawianice oder Pobijanice vom Prinzen Bijania ableitet, zu dessen Jagdgebiet die angrenzenden Wälder gehörten. Im 12. Jahrhundert wechselten die Kirche St. Matthäus und damit auch das benachbarte Schloss in den Besitz von Krakau. Quellen sind die Aufzeichnungen der tschechischen Prinzessin Judyta (Judith von Böhmen), die erste Frau von Władysław I. Herman.

### Der Aufstieg zur Stadt
Ende des 13. Jahrhunderts wurde die Hauptverwaltung für den Warenhandel von Sieradz nach Pabianice verlegt. Bald siedelten sich Kaufleute und Handwerker an. Die erste Erwähnung von Pabianice als Stadt stammt aus dem Ende des 14. Jahrhunderts, als Kasimir der Große, der positiven Einfluss auf die Wirtschaft des damaligen Bürgertums ausübte, in der Stadtkirche Messen lesen ließ. Rund 200 Jahre später erreichte die Stadt 1100 Einwohner und erlangte aufgrund seiner Nähe zu Lodz großen Wohlstand.

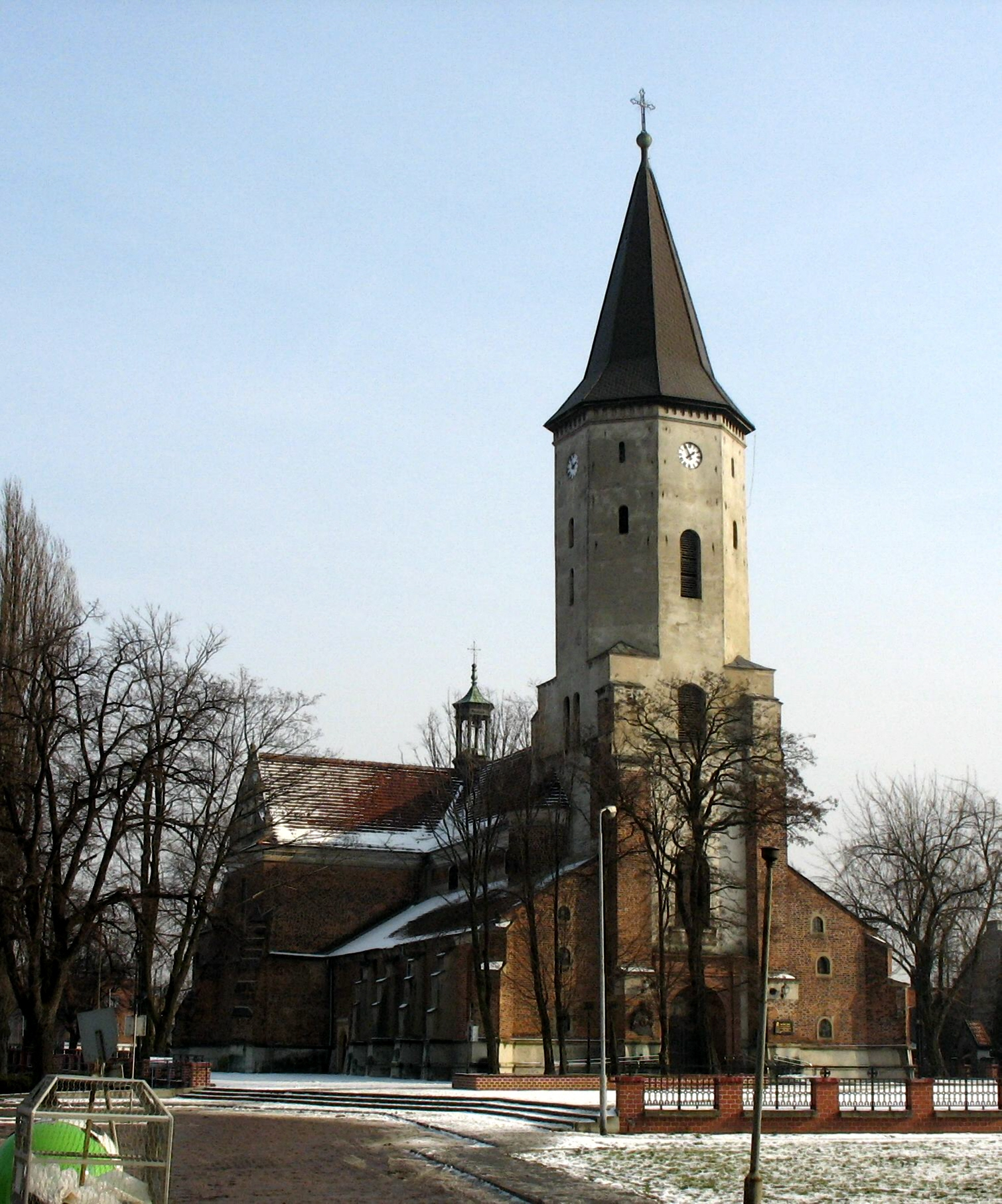
Die Kirche des Heiligen Matthäus

Die Stadt bestand überwiegend aus Holzhäusern, entlang der alten Straße zwischen Krakau und Łęczyca (heute die Straße nach Warschau, früher bekannt als Piotrkowska). Im sechzehnten Jahrhundert wurden wertvolle historische Denkmäler im Renaissance-Stil erbaut, darunter das Schloss der Krakauer Bischöfe Dwór Obronny (wörtl. „Herrenhaus zur Verteidigung“, errichtet 1565 bis 1571) und die Pfarrkirche des hl. Matthäus (1583–1588). An der Wand der Kirche auf dem nördlichen Teil befindet sich noch das ursprüngliche Stadtwappen. In der Stadt gab es Handwerker, darunter Wagner, Schmiede, Bäcker, Metzger, Schuster und Kürschner.

### Der Niedergang im 17. und 18. Jahrhundert
Durch Krieg und Katastrophen wie Brände und häufige Epidemien begann die Stadt langsam an Bedeutung zu verlieren, auch regional. Der Stadt fehlte eine Stadtmauer und ermöglichte durch die Stadt ziehenden Truppen, auch polnischen Heeren, leichten Angriff. Pabianice blieb neben Rzgów und weiteren 51 Dörfern bis zum Ende der ersten Republik 1793 im Eigentum des Kapitels Krakau und ermöglichte der Kirche durch Miet- und Pachtverträge immer noch erhebliche Einnahmen. Im achtzehnten Jahrhundert, als Pabianice sogar sein Stadtrecht verlor, gab es in Pabianice nur noch 300 Einwohner.

### Die neue Blüte zur Zeit der Industrialisierung

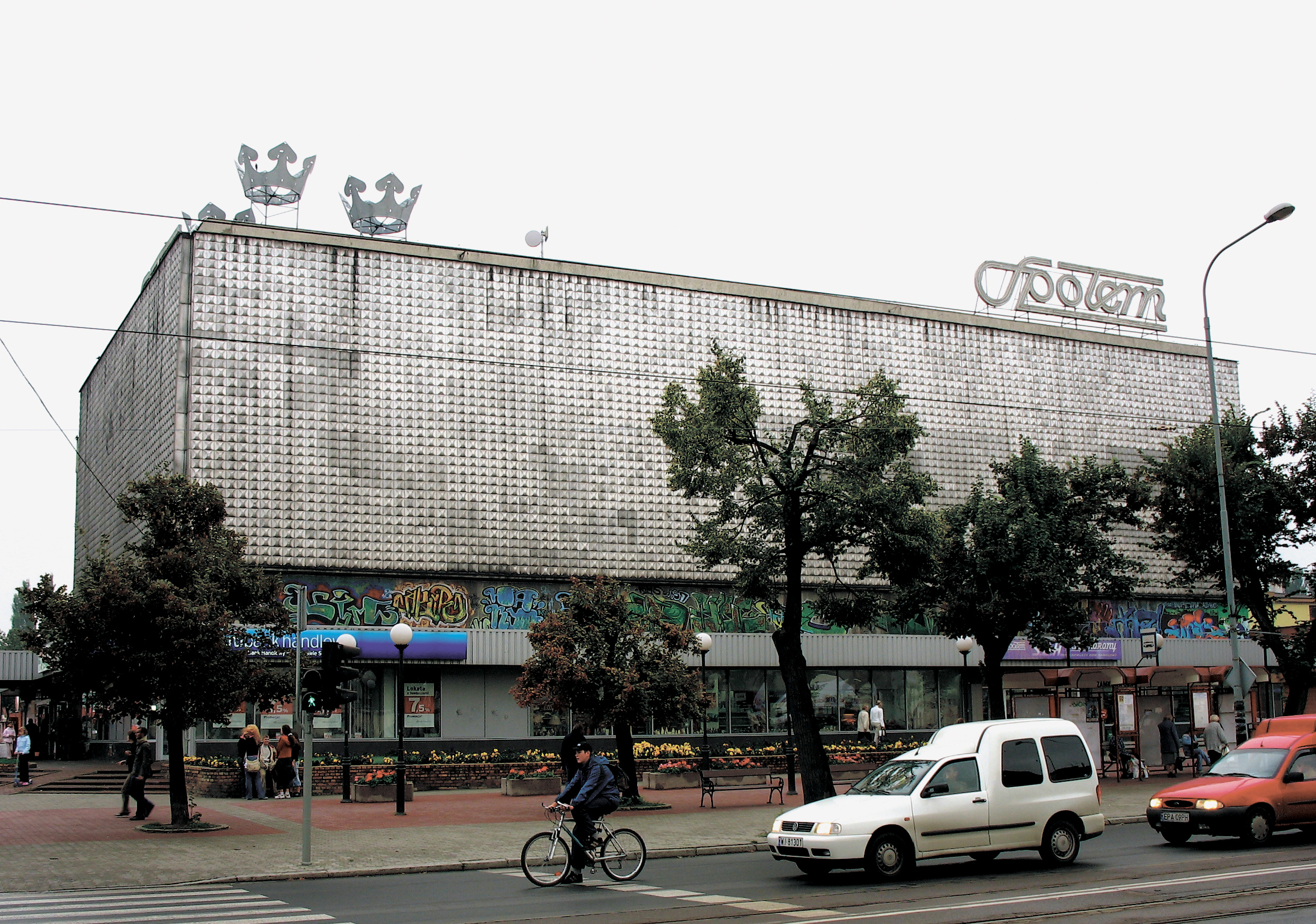
Das Einkaufszentrum Drei Kronen, vor der Privatisierung ein Kaufhaus

Während der Zweiten Teilung Polens kam die Stadt 1793 an Preußen. 1807 wurde sie dann Teil des Herzogtums Warschau (unter französischer Herrschaft) und darauf folgend 1815 von Kongresspolen (unter russischer Herrschaft). Nun trieb die neue Regierung den Ausbau der Textilindustrie in der neuen Industrieregion Kalisch-Masowien voran, zu der Pabianice gehörte. Bauern der umliegenden Dörfer und nach 1825 auch von außerhalb des Königreichs fanden Arbeit. Durch wirtschaftliche Erleichterungen wurden Weber und Schneider angesiedelt. Diese Bevölkerung wuchs rasch. Zwischen 1823 und 1824 wurde die Neustadt mit einem Markt geschaffen (heute Einkaufszentrum Drei Kronen). Am 17. Januar 1901 wurde die Straßenbahnverbindung ins nahegelegene Łódź aufgenommen.

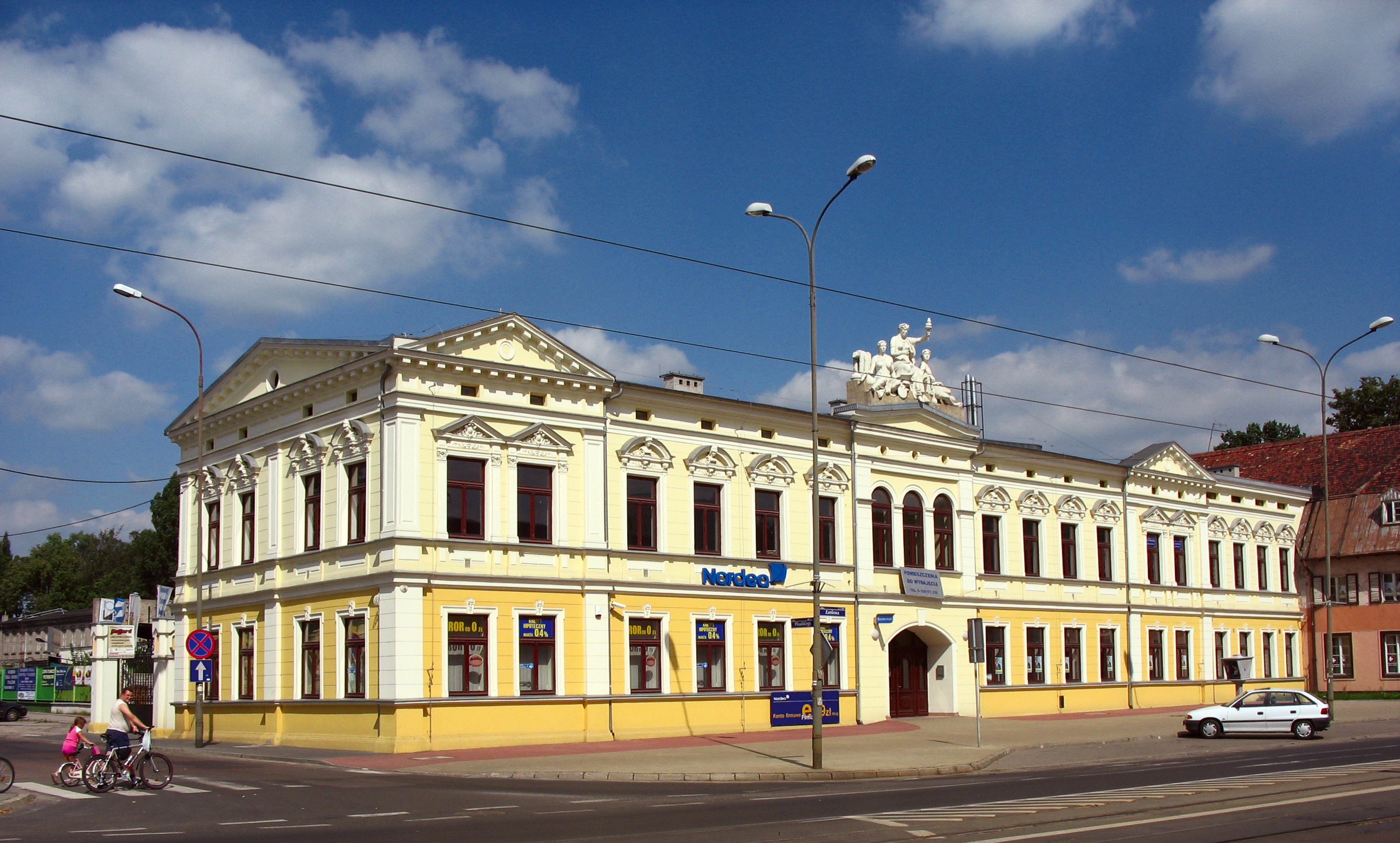
Der 1865 erbaute Hauptkantor der Firma „Krusche & Ender“

Der Anlass für die rasche Entwicklung Pabianices war die rasche Entwicklung der Produktion von Baumwollgewebe als Folge der Errichtung der Zollgrenze zu Russland im Jahr 1832 (Textilkrise). Als 1851 die Zollschranken wieder fielen, entwickelte sich der Industriebetrieb Krusche & Ender zum viertgrößten Textil-Unternehmen Polens. Die Bevölkerung wuchs ab 1864, als stetig Bauern als billige Arbeitskräfte zuzogen, kontinuierlich an. Zu Beginn des Ersten Weltkrieges im Jahre 1914 zählte die Stadt bereits 48 000 Einwohner. Pabianice hat sich zu einer der wichtigsten Industriestädte im Königreich entwickelt (sechster Platz bei den Arbeitsplätzen).

### Deutsche Minderheit
In Pabianice lebte eine große deutsche Minderheit (siehe Hauptartikel „Deutsche in Pabianice“).

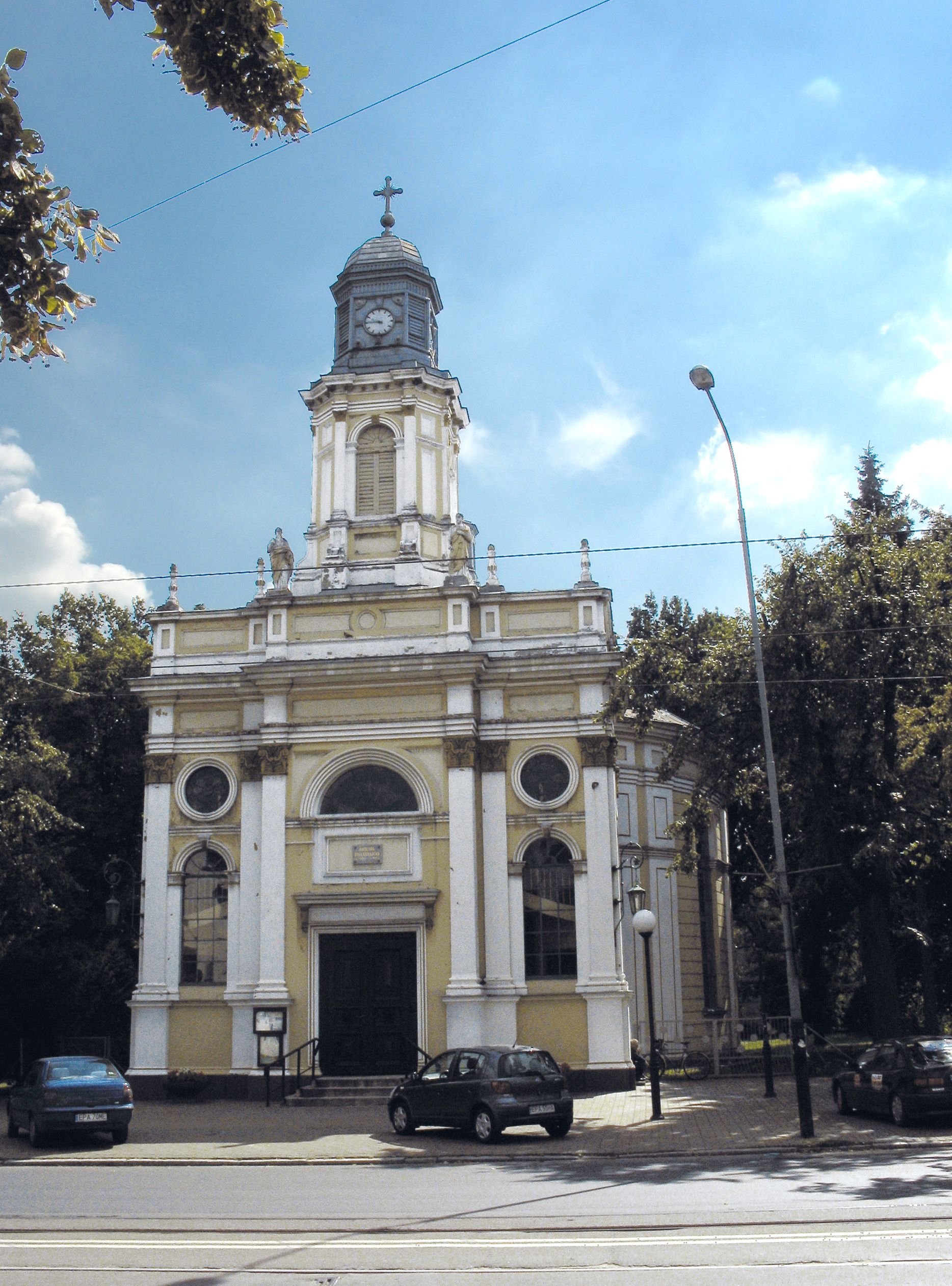
Die evangelisch-augsburgische St.-Peter-und-Paul-Kirche in Pabianice

Seit 1818 gibt es eine evangelisch-augsburgische Gemeinde, die bis heute eng mit der Geschichte der deutschen Einwanderer verbunden ist. Die heutige Kirche St. Peter und Paul wurde 1832 eingeweiht und erhielt ihr heutiges Aussehen nach einem grundlegenden Umbau in den Jahren 1875/1876. Erste polnische Gottesdienste gab es zwar im Jahr 1900, doch trotz der Abschaffung deutschsprachiger Gottesdienste nach der Vertreibung der meisten Deutschen legt ein Blick in die Schriften der Kirche den Schluss nahe, dass die Kirche bis heute eine Gemeinde evangelischer Gläubiger mit deutschen Wurzeln geblieben sei.
Nach dem Ausbruch des Ersten Weltkrieges wurde Pabianice am 20. August 1914 von der deutschen Armee besetzt. 1915 wurde Alex Krusche Bürgermeister, trat jedoch 1917 aus Protest gegen die deutsche Besatzungsmacht zurück. Am 10. November 1918 wurden die deutschen Soldaten von den polnischen Unabhängigkeitsorganisationen entwaffnet.
Am 8. September 1939 wurde Pabianice von der Wehrmacht besetzt und am 20. November 1939 als Teil des Warthelandes im Landkreis Lask in das Deutsche Reich eingegliedert. 1939 wurde Alex Krusche wieder Bürgermeister. Zum Jahreswechsel 1939/40 wurde Pabianice in Burgstadt umbenannt. In der Umgebung wurden fast 12.000 Wolhynien-, Baltikum- und Bessarabiendeutsche angesiedelt.
Am 12. Januar 1945 begann die sowjetische Großoffensive. Am 17. wurde mit der Evakuierung der Deutschen begonnen und schon am 19. Januar war Pabianice von der Roten Armee besetzt. Dann begann die Vertreibung. Alle Deutschen wurden enteignet und mussten Zwangsarbeit leisten. Männer zwischen 15 und 65 Jahren wurden nach Sibirien deportiert.

### Juden
Neben Polen und Deutschen waren die Juden die dritte bedeutende Bevölkerungsgruppe in der Stadt. Pabianice hatte das Privileg, jüdische Religionsausübung zu verbieten. Dies änderte sich erst mit der Industrialisierung im neunzehnten Jahrhundert, als sich viele Juden, obwohl erst ab 1862 erlaubt, in den 1830er-Jahren in der Stadt ansiedelten. Bereits 1836 waren die Juden so zahlreich, dass der Bau einer Synagoge beschlossen und bis 1847 in der Altstadt verwirklicht wurde. Sie stand bis zum Zweiten Weltkrieg.
Zwischen 1849 und 1939 stellten die Juden einen Bevölkerungsanteil zwischen 15 und 18 Prozent. Sie waren, wie in anderen Landesteilen, vor allem in Handel, Handwerk und Finanzwesen tätig, unter ihnen die bis zum Zweiten Weltkrieg ansässige Industriellenfamilie Baruch. Nachdem deutsche Truppen am 8. September 1939 Pabianice besetzt hatten, wurde am jüdischen Neujahrsfest (23. September) die Synagoge zerstört. Im Februar 1940 wurde ein Ghetto eingerichtet, in dem die jüdische Bevölkerung zusammengetrieben wurde. Am 16. Mai 1942 wurde der größere Teil von ihnen (ca. 5000 Personen) in das Vernichtungslager Kulmhof gebracht und dort ermordet, die übrigen (ca. 3500) Personen wurden ins Ghetto Litzmannstadt umgesiedelt.

## Gemeinde

### Stadtgemeinde
Die Stadt Pabianice bildet eine eigenständige Stadtgemeinde (gmina miejska).

### Landgemeinde
Die Landgemeinde (gmina wiejska) Pabianice hat folgende 18 Ortsteile mit einem Schulzenamt (sołectwo):
Bychlew
Gorzew
Górka Pabianicka
Hermanów
Jadwinin
Janowice
Konin
Kudrowice
Pawlikowice
Petrykozy
Piątkowisko
Rydzyny
Szynkielew
Świątniki
Terenin
Wola Żytowska
Żytowice
Weitere Ortschaften der Gemeinde sind Huta Janowska, Majówka, Okołowice, Osiedle Petrykozy, Porszewice, Władysławów und Wysieradz.

## Wirtschaft

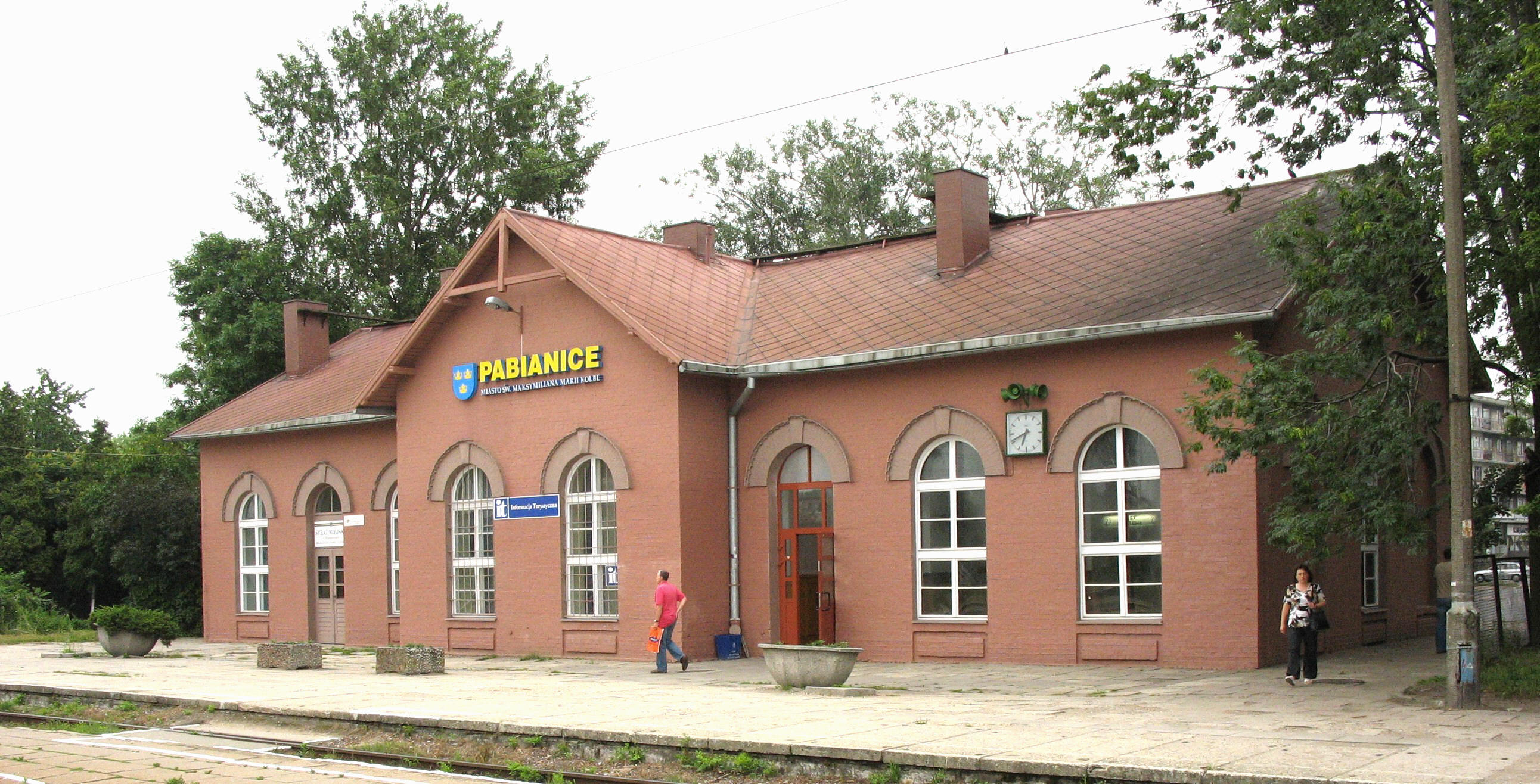
Die Eisenbahn (hier der Bahnhof von Pabianice) ist ein Wirtschaftsfaktor der Stadt

Die wirtschaftliche Entwicklung nach 1989 ist stark von der Privatisierung der ehemals staatseigenen oder genossenschaftlichen Industrie geprägt. Inzwischen gehören die meisten Unternehmen in Pabianice privaten Investoren.
Einige große in Polen bekannte Firmen, insbesondere die Textilkombinate, haben den Übergang von einer zentralen Planwirtschaft zu einer offenen Marktwirtschaft nicht überlebt. Darunter die Baumwollfabrik Pamotex (vor dem Krieg Krusche und Ender), die Baumaschinenfabrik Madro oder die Pflanzenzucht Pawelana. Die Industriefläche ging von 158 Hektar in den 80er-Jahren zurück auf 136 im Jahr 2003. Einigen Betrieben wie dem Werkzeughersteller Pafana ist es gelungen, wegbrechende Absatzmärkte im Osten durch neue Absatzmärkte im In- und Ausland wenigstens teilweise zu kompensieren. Die überlebenden Traditionsbetriebe haben sich bis 2003 weitgehend stabilisiert. In den ehemaligen Werkshallen von Pamotex in der Innenstadt (Ulica Zamkowa) haben Einzelhandels- und Dienstleistungsbetriebe Einzug gehalten.

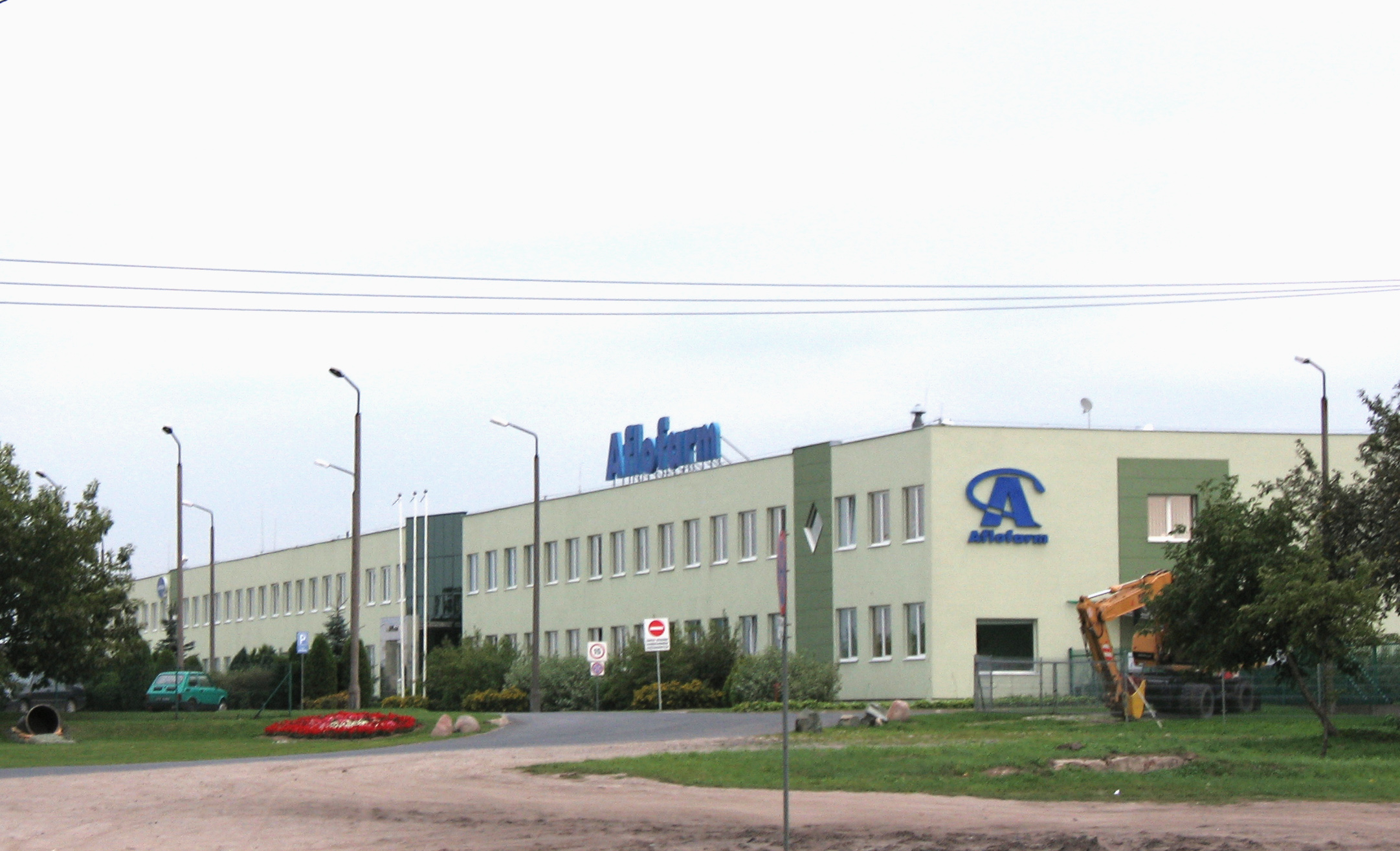
Aflofarm im Jahr 2006

Trotz des Zusammenbruchs vieler Industriebetriebe wird die Wirtschaft noch dominiert von der Leichtindustrie. Weitere bedeutende Industriezweige sind die chemische Industrie (Polfa pharmazeutische Fabriken, Aflofarm Arzneimittel), Automobilzulieferer (Lumileds Poland), Lebensmittel (Fleischverarbeitender Betrieb Pamso) und Glühlampenherstellung (Philips). Stark zugenommen hat die Anzahl der Wettbüros. Trotzdem sank die Zahl der Beschäftigten von 1989 bis 2003 von über 30.000 Mitarbeitern in 180 staatlichen und kooperativen Industrieanlagen auf 12.000 Beschäftigte in 2200 Unternehmen.
Die Branchen verteilen sich im Jahr 2003 wie folgt:
- Leichtindustrie: 27 %
- Chemische Industrie: 19 %
- Nahrungsmittelindustrie: 16 %
- Maschinenbau: 13 %
- Holzverarbeitung: 7 %
- andere Branchen: 18 %

## Sport
Bekannt ist die Frauen-Basketballmannschaft MTK Polfa Pabianice, mehrmaliger Gewinner der polnischen Meisterschaften (1989, 1990, 1991 und 1992).

## Politik

### Stadtpräsident
An der Spitze der Stadtverwaltung steht der Stadtpräsident. Seit 2014 ist dies Grzegorz Mackiewicz, der für die „Koalition für Pabianice“ antritt, die von der konservativen PO, der liberalen Nowoczesna, der bäuerlichen PSL und der linken SLD gebildet wird. Die turnusmäßige Wahl im April 2024 führte zu folgenden Ergebnis:
- Grzegorz Mackiewicz (Wahlkomitee „Koalition für Pabianice“) 55,9 % der Stimmen
- Waldemar Flajjszer (Prawo i Sprawiedliwość) 22,1 % der Stimmen
- Anna Łosiak (Wahlkomitee „Projekt Pabianice“) 9,6 % der Stimmen
- Artur Komoter (Wahlkomitee Pabianice) 4,1 % der Stimmen

Damit wurde Mackiewicz erneut bereits im ersten Wahlgang für eine weitere Amtszeit wiedergewählt.
Die turnusmäßige Wahl im Oktober 2018 führte zu folgenden Ergebnis:
- Grzegorz Mackiewicz (Wahlkomitee „Koalition für Pabianice“) 71,8 % der Stimmen
- Wlodzimierz Stanek (Prawo i Sprawiedliwość) 28,2 % der Stimmen

Damit wurde Mackiewicz bereits im ersten Wahlgang für eine weitere Amtszeit wiedergewählt.

### Stadtrat
Der Stadtrat umfasst 23 Mitglieder, die direkt gewählt werden. Die Wahl im April 2024 führte zu folgendem Ergebnis:
- Wahlkomitee „Koalition für Pabianice“ 47,0 % der Stimmen, 13 Sitze
- Prawo i Sprawiedliwość (PiS) 27,3 % der Stimmen, 8 Sitze
- Wahlkomitee „Projekt Pabianice“ 13,1 % der Stimmen, 2 Sitze
- Wahlkomitee „Pabianice Jetzt“ 7,7 % der Stimmen, kein Sitz
- Wahlkomitee Pabianice 4,5 % der Stimmen, kein Sitz
- Übrige 0,5 % der Stimmen, kein Sitz

Die Wahl im Oktober 2018 führte zu folgendem Ergebnis:
- Wahlkomitee „Koalition für Pabianice“ 68,2 % der Stimmen, 17 Sitze
- Prawo i Sprawiedliwość (PiS) 31,8 % der Stimmen, 6 Sitze

### Partnerstädte
- Plauen (Deutschland)
- Gusjew (Russland)
- Rokiszki (Litauen)
- Prato (Italien)
- Kerepes (Ungarn)

## Söhne und Töchter der Stadt
- Andrzej Pszenicki (1869–1941), russisch-polnischer Verkehrsingenieur, Brücken-Bauingenieur und Hochschullehrer
- Samuel Lipszyc (1880–1943), Bildhauer, NS-Opfer
- Dora Diamant (1898–1952), Lebensgefährtin von Franz Kafka
- Morice Lipsi (1898–1986), französischer Bildhauer
- Zenon Nowak (1905–1980), Politiker
- Ludwig Wolff (1908–1988), deutscher Politiker und SS-Führer
- Herbert Mees (1910–unbekannt), deutscher Landrat und nationalsozialistischer Funktionär
- Ben Helfgott (1929–2023), Überlebender des Holocaust und britischer Gewichtheber
- Ryszard Badowski (1930–2021), Journalist und Autor
- Marian Borkowski (* 1934), Komponist, Pianist, Musikwissenschaftler und -pädagoge
- Krystyna Mikołajewska (* 1939), Schauspielerin
- Heinrich Zenichowski (* 1941), deutscher Bildhauer
- Hartmut Beer (1941–1998), deutscher Schauspieler
- Uwe Grüning (1942–2024), deutscher Schriftsteller und Politiker (CDU)
- Alfred Zenichowski (* 1942), deutscher Maler und Grafiker
- Włodzimierz Kuroczyński (* 1950), Chirurg
- Zbigniew Libera (* 1959), Künstler
- Iwona Chmielewska (* 1960), Autorin und Illustratorin
- Piotr Nowak (* 1964), Fußballtrainer
- Bogumiła Matusiak (* 1971), Radrennfahrerin
- Tomasz Bednarek (* 1981), Tennisspieler
- Aleksandra Socha (* 1982), Europameisterin im Fechten
- Krzysztof Urbański (* 1982), Dirigent
- Aleksandra Gietner (* 1985), Schauspielerin
- Kinga Królik (* 1999), Hindernisläuferin